# Andrenosoma cornuta
Andrenosoma cornuta là một loài ruồi trong họ Asilidae. Andrenosoma cornuta được Oldroyd miêu tả năm 1972. Loài này phân bố ở vùng Cổ Bắc giới và châu Á.